# Jacques Brunel
Jacques Brunel (Courrensan, 14 gennaio 1954) è un allenatore di rugby a 15 ed ex rugbista a 15 francese, già commissario tecnico delle nazionali di Italia e Francia.

## Biografia
In carriera da giocatore estremo dapprima di Grenoble e Carcassonne e, successivamente, per un lungo periodo all'Auch (12 stagioni), ivi terminò la carriera agonistica per iniziarvi quella tecnica; dal 1988 al 1995 fu infatti allenatore dello stesso Auch.
Passato nel 1995 al Colomiers, vinse con esso la Challenge Cup 1998 e, trasferitosi al Pau, lo portò a conseguire lo stesso risultato nel 2000.
Nel 2001 entrò nello staff tecnico della Nazionale francese come collaboratore del C.T. Bernard Laporte; tenne tale incarico fino alla fine della Coppa del Mondo di rugby 2007; da tale data assunse la conduzione del Perpignano.
In tale veste condusse la squadra alla vittoria del campionato di Francia del 2008-09, ottenuta battendo in finale il Clermont; un anno più tardi la stessa finale ripeté benché con esito opposto.
A gennaio 2011 il nome di Brunel fu accostato a quello della Nazionale italiana: la Federazione Italiana Rugby, in cerca di un allenatore per sostituire Nick Mallett a fine mandato dopo la Coppa del Mondo di rugby 2011, prese contatti con lo stesso Brunel che si dichiarò disponibile; l'accordo fu poi formalizzato nel maggio successivo.
All'attivo di Brunel l'exploit nel Sei Nazioni 2013, concluso al quarto posto assoluto, con due vittorie, nella prima e nell'ultima giornata, rispettivamente contro Francia e Irlanda; di contro due Whitewash nel 2014 e 2016; alla Coppa del Mondo di rugby 2015 condusse l'Italia a due vittorie, contro Canada e Romania e ad altrettante sconfitte, contro Francia e Irlanda, non riuscendo a passare il primo turno ma comunque ottenendo la qualificazione per la Coppa del Mondo di rugby 2019.
In prossimità della scadenza del suo contratto, coincidente con la fine del Sei Nazioni 2016, Brunel rese noto che la sua destinazione successiva sarebbe stata in patria come allenatore degli avanti del Bordeaux Bègles.
A fine mandato fu il commissario tecnico dell'Italia con il maggior numero di incontri condotti, 50 (25 dei quali nel Sei Nazioni, 4 nella Coppa del Mondo, 21 amichevoli tra tour e warm-up pre Coppa del Mondo), con un saldo di 11 vittorie e 39 sconfitte.
Tra le vittorie di maggior rilievo figurano quelle del Sei Nazioni 2013 contro Francia e Irlanda, e nel Sei Nazioni 2012 e 2015 contro la Scozia, quest'ultima a Edimburgo.
Dopo un anno da assistente all'Bordeaux Bègles divenne allenatore-capo nel 2017; tuttavia nel dicembre di quell'anno ha ricevuto da Bernard Laporte, presidente della Federazione, l'incarico di commissario tecnico della nazionale maggiore della Francia in sostituzione di Guy Novès, esonerato dopo 21 incontri.
Dopo due quarti posti ai Sei Nazioni 2018 e 2019, la squadra francese giunse fino ai quarti di finale della Coppa del Mondo 2019, eliminata dal Galles 19-20; al termine della manifestazione mondiale Brunel lasciò l'incarico.

## Palmarès

### Allenatore
- Campionati francesi: 1
Perpignano: 2008-09
- Challenge Cup: 2
Colomiers: 1997-98
Pau: 1999-2000